# Stary Borowiec
Stary Borowiec – wieś w Polsce położona w województwie wielkopolskim, w powiecie konińskim, w gminie Grodziec.
W latach 1954–1958 wieś była siedzibą gromady Borowiec Stary. W latach 1975–1998 miejscowość administracyjnie należała do województwa konińskiego.
Podczas powstania styczniowego, w dniu 31 maja 1863 miała tutaj miejsce potyczka oddziału płk Edmunda Calliera z kilkakrotnie liczniejszym wojskiem rosyjskim. Po przegranej oddział powstańczy się wycofał. Część powstańców została pochowana w pobliskim Grodźcu, gdzie stoi mogiła z nazwiskami niektórych poległych. Grób innego, anonimowego powstańca znajduje się również w miejscowości Piskory.